# Botyodes andrinalis
Botyodes andrinalis är en fjärilsart som beskrevs av Pierre E.L. Viette 1958. Botyodes andrinalis ingår i släktet Botyodes och familjen Crambidae. Inga underarter finns listade i Catalogue of Life.